# عدسة واسعة الزاوية

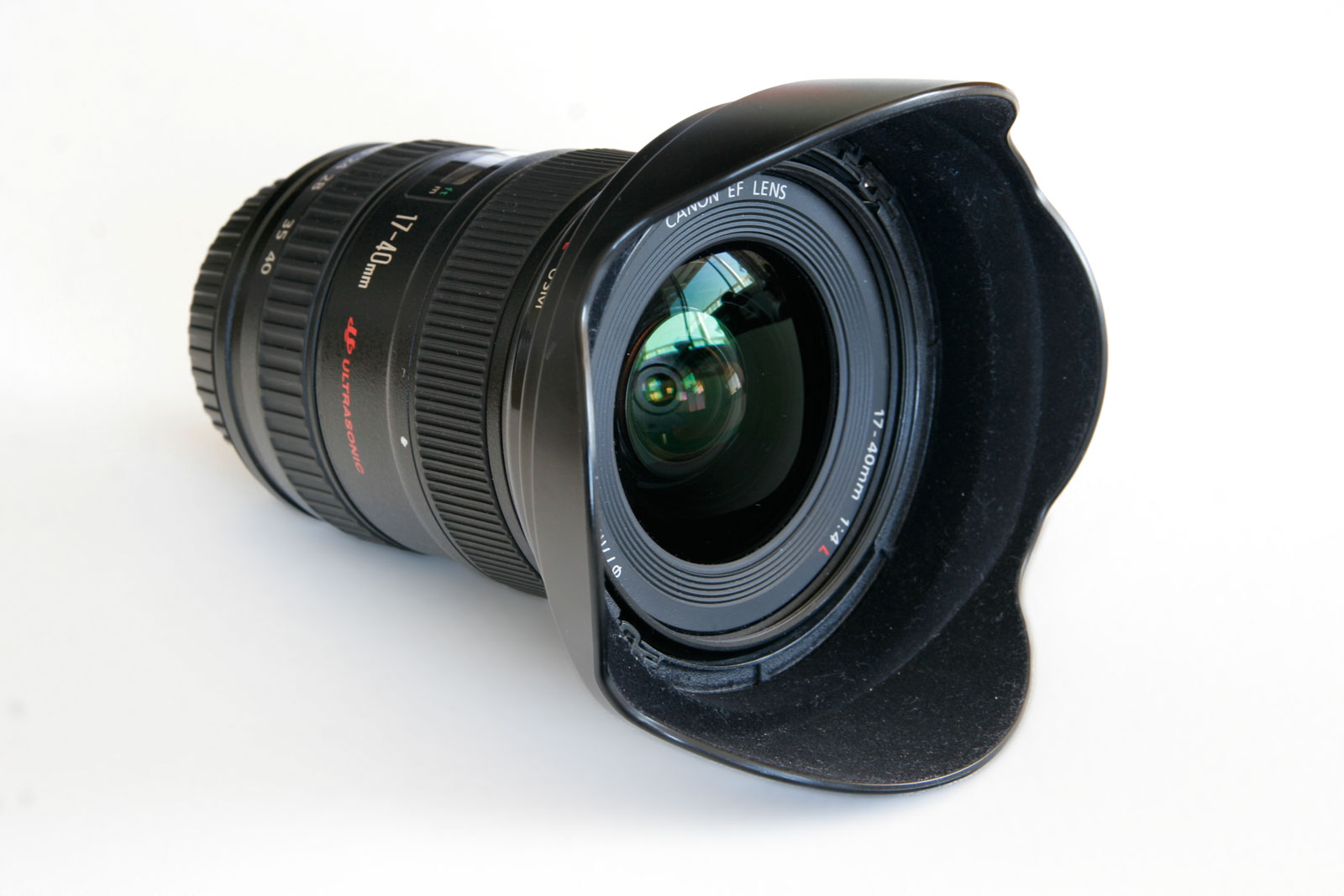
كاميرا كانون مجهزة بعدسة واسعة الزاوية 17-40 مم f/4 L.

العدسة واسعة الزاوية (أو العدسة منفرجة الزاوية) في مجال التصوير الضوئي والتصوير السينمائي هي عدسة تستخدم لتصوير مجال واسع من زاوية الرؤية.
تكون العدسات واسعة الزاوية ذات بعد بؤري أصغر بشكل كبير من العدسات القياسية، ولكنها تتيح إظهار أكبر عدد ممكن من الأشياء في الصورة الواقعة في مجال التصوير. يمكن للمصور بهذه العدسة التركيز على الأشياء الموجودة في المقدمة لإظهار كبر حجمها بالمقارنة مع الأشياء الموجودة في الخلفية.